# Gudhjem Sogn
Gudhjem Sogn er et sogn i Bornholms Provsti (Københavns Stift).
I 1800-tallet var Gudhjem Sogn anneks til Østerlarsker Sogn. Begge sogne hørte til Øster Herred i Bornholms Amt. Østerlarsker-Gudhjem sognekommune blev ved kommunalreformen i 1970 indlemmet i Allinge-Gudhjem Kommune, der 2003 indgik i Bornholms Regionskommune.
I Gudhjem Sogn ligger Gudhjem Kirke.
I sognet findes følgende autoriserede stednavne:
- Gudhjem (bebyggelse)
- Gudhjem Fiskerleje (bebyggelse, ejerlav)
- Melsted (bebyggelse)
- Sorteodde (areal)